# بطولة كرة القدم الألمانية 1908
بطولة كرة القدم الألمانية 1908 هو الموسم 6 من بطولة كرة القدم الألمانية ‏. أقيم خلال الفترة 3 مايو 1908 وحتى 7 يونيو 1908، وأشرف على تنظيمه اتحاد ألمانيا لكرة القدم، وكان عدد الأندية المشاركة فيه 8، وفاز فيه فيكتوريا برلين.